# 砂漠のライオン (アルバム)
『砂漠のライオン』（さばくのライオン）は、SHADY DOLLSの6枚目のアルバム。

## 内容
塚本晃脱退・川村ケン加入以後、初のオリジナル・アルバム。

## 批評
『CDジャーナル』は「彼らにとって砂漠をイメージする音は、乾いた空気が気持ち良い解放感のある更地らしい。灼熱が本質だと思ってる昔のファンは解釈に戸惑う新境地」と評した。

## 収録曲
作詞：大矢侑史　作曲：高木克　編曲：佐藤宣彦・SHADY DOLLS
1. まるで馬の骨
2. キミの抜け殻
3. 空に揺れるブランコ
4. 錆びついたオレのプロペラ
5. 今もちぎれそうなやわらかそうな雲よ
6. ものぐさの庭
7. 限りなく透明な黒い庭
8. もっとそばに当たり前をくれないか
9. ばかにはバカなほど馬鹿になれ
10. 目の前の信号は永遠に青色

## レコーディング参加
- 山本拓夫 - サックス
- 佐藤宣彦 - コーラス
- さとうみかこ - コーラス
- 松葉美保 - コーラス